# یواس‌اس وستچستر کانتی (ال‌اس‌تی-۱۱۶۷)
یواس‌اس وستچستر کانتی (ال‌اس‌تی-۱۱۶۷) (به انگلیسی: USS Westchester County (LST-1167)) یک کشتی است که طول آن 384 ft 0 in می‌باشد. این کشتی در سال ۱۹۵۳ ساخته شد.